# Mohsen Namjoo
Mohsen Namjoo (* 4. März 1976 in Torbat-e Jam; persisch محسن نامجو) ist ein iranischer Sänger und Songwriter, Autor, Musiker und Setarspieler. 

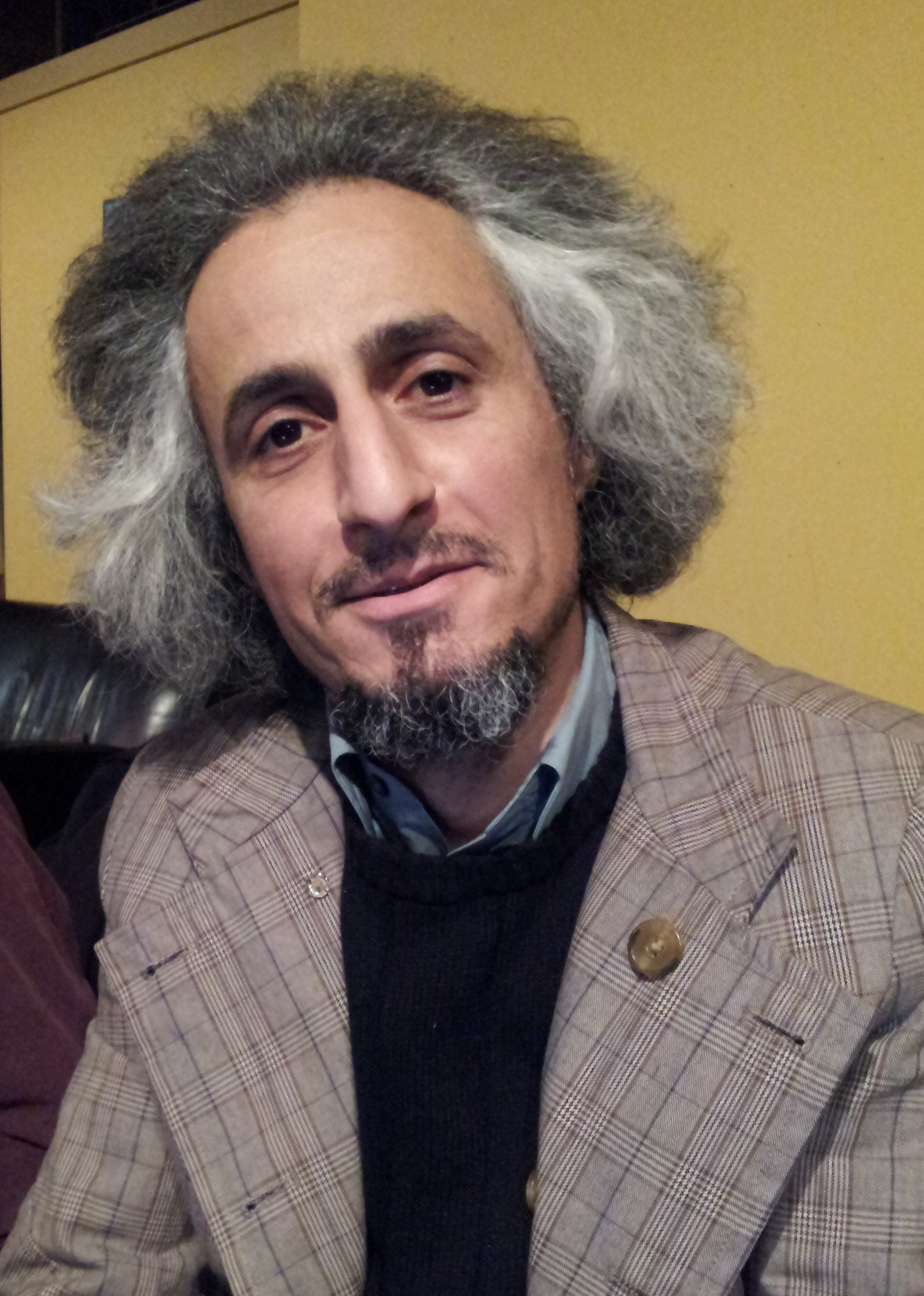
Mohsen Namjoo, 2013

## Biografie
Mohsen Namjoo wurde 1976 in Torbat-e Jam, einer kleinen Stadt im Nordosten Irans, geboren und wuchs in einer traditionellen Familie in der Stadt Maschhad auf. Namjoos Leidenschaft für Musik und Literatur entstand schon in der frühsten Kindheit. Er mochte es sehr, den Koran in der Schule zu besingen, war schon früh künstlerisch aktiv und beteiligte sich schon als Kind an diversen Vorführungen. Nach dem Tod seines Vaters – Namjoo war 12 Jahre alt – entschieden sich seine Mutter und sein älterer Bruder dazu, ihn auf eine Musikschule zu schicken. Dort wurde er von Professor Nasrollah Nassehpoor ausgebildet. Entgegen den Wünschen seiner Familie entschied er sich dazu, Berufsmusiker zu werden, und zog nach Teheran, um Musik an der Universität von Teheran zu studieren. Um die Aufnahmeprüfung dort zu bestehen, musste er ein Instrument erlernen. Aufgrund seiner schlechten finanziellen Situation reichte es hierbei nur zu einer Setar.
Im Jahre 1994 wurde er an der Universität von Teheran zugelassen und nahm sein Studium mit den Schwerpunkten Theater und Musik auf. In den Veranstaltungen der Theaterwissenschaften eignete er sich Wissen um das klassische Drama an und wendete dieses in seinen Ideen und Liedern an. Als 1995 sein Musikstudium erst begann, merkte er sehr schnell, dass Musikwissenschaften nicht das waren, was er sich darunter vorgestellt hatte. Er war sehr unzufrieden mit dem klassischen Lehrsystem der Universität. Nachdem er sich mit klassisch-traditioneller iranischer Musik beschäftigt hatte, wollte er experimentieren. Er versuchte, diese mit moderneren Stilrichtungen zu mischen. Seine Ideen wurden von verschiedenen Stellen nicht akzeptiert und bereiteten ihm oftmals Schwierigkeiten.
Aufgrund seiner ungewöhnlichen Ideen, seiner Art des Gesanges und seiner Anwendung der iranischen Musik wurde er im dritten Jahr der Universität verwiesen. Danach hatte er drei Konzerte in Teheran. Seit dem Jahre 2000 wurde Rock- und Jazzmusik für ihn wichtiger und er versuchte – ähnlich wie bei Fusion – diese beiden Musikrichtungen mit traditioneller iranischer Musik zu mischen. Die Resultate dieser Experimente waren zum Teil nur Etüden und wurden mit sehr schlechter Technik aufgenommen. Einige dieser Aufnahmen wurden im ganzen Land kopiert und von vielen Menschen dort gehört. Im Jahre 2006 fand eine Serie von Privatkonzerten statt und er wurde ausgewählt, beim Internationalen Filmfestival in Rotterdam zum Thema „Hotspot Teheran“ aufzutreten. Das Konzert war ein großer Erfolg für ihn und Auszüge mit einem Interview wurden sogar im niederländischen Radio übertragen. Über die Grenzen des Iran hinaus wurde Mohsen Namjoo vor allem durch den Dokumentarfilm Sounds of Silence bekannt. In dem Film von Amir Hamz und Mark Lazarz wurde die Underground-Musikszene Teherans porträtiert, zudem sind auch weitere iranische Musik-Pioniere wie O-Hum, Hich-Kas oder Emad Bonakdar dort zu sehen.
Im Juli 2009 wurde er zu fünf Jahren Haft wegen Verunglimpfung des Korans verurteilt und lebt seit 2008 im Exil.

## Vorwürfe wegen sexueller Gewalt
Im September 2020 wurde Namjoo beschuldigt, einige Frauen vergewaltigt oder sexuell belästigt zu haben. Im April 2021 gelangte eine Audio-Aufzeichnung an die Öffentlichkeit, in der er sich frauenfeindlich äußerte, sexuelle Gewalt bagatellisierte und seine Opfer verhöhnte.

## Ausbildung
- 1988 bis 1993: Unterricht im traditionellen persischen Gesang unter Nasrollah Nassehpoor
- 1994 bis 1997: Universität von Teheran

## Diskografie

### Alben
- 2005: Damavand
- 2006: Jabr
- 2006: Gis
- 2007: Toranj
- 2008: Jabr-e Joghrafiyai
- 2009: Oy
- 2011: Useless Kisses
- 2014: Trust The Tangerine Peel
- 2016: Personal Cipher
- 2018: On the String of the Tear's Bow
- 2019: Phantasm (mit Ehsan Matoori)
- 2020: Motantan
- 2022: Odd Time Rock
- 2023: Restless
- 2024: Oula

### Live-Alben
- 2011: Alaki
- 2012: 13/8
- 2017: Voices From The East
- 2017: Axis of Solitude
- 2020: Symphonic Odyssey

### EPs
- 2021: Ba Sad Hezar

### Singles (Auswahl)
- 2005: Nobahari
- 2005: Ey Sareban
- 2007: Zolf (mit Shahryar Masrour)
- 2007: Toranj (mit Mud Band & Omid Nikbin)
- 2008: Shirin
- 2011: Yaare Jaani
- 2014: Man Mast
- 2014: Baroon
- 2016: Farda Soraghe Man Bia (mit Ali Azimi)
- 2020: Che Bashad